# توریل
توریل (به انگلیسی: Toriel) یک شخصیت داستانی و غول در بازی ویدئویی نقش‌آفرینی آندرتیل است. او عضوی از نژاد هیولاها است. او گوش‌هایی آویزان، شاخ‌هایی کوچک، خز سفید و روپوشی بنفش دارد. در بخش‌های آغازین بازی، او بازیکن را از دست فلاوی نجات داده و او را در خرابه‌ها راهنمایی می‌کند. بازیکن باید تلاش کند از آن منطقه فرار کند. از آنجایی که توریل قصد محافظت از بازیکن را دارد، سد راه او شده و با بازیکن وارد مبارزه می‌شود. بازیکن می‌تواند انتخاب کند که او را بکشد یا او را متقاعد کند که جنگ را متوقف کند، که تأثیرات گسترده‌ای بر بازی دارد.

## مشخصات

### آندرتیل
بازیکن کمی بعد از سقوط به زیرزمین با توریل آشنا می‌شود، جایی که او به عنوان شخصیتی با نقشی مادرانه دیده می‌شود که می‌خواهد از بازیکن در برابر خطرات زیرزمین محافظت کند. او مادر آزریل و همسر آزگور و ملکه گمشده جهان زیر زمین است که تا انتهای بازی این مسئله مخفی می‌ماند. او به بازیکن مکانیک‌های بازی را یاد می‌دهد، و او را تشویق می‌کند که به جای حمله به دیگران، به آنها ترحم کند. توریل پس از دادن تلفنی به بازیکن برای برقراری ارتباط با او، بازیکن را ترک می‌کند تا بازیکن بقیهٔ خرابه‌ها را کشف کند؛ پس از آن بازیکن به خانهٔ او می‌رسد.
در حالی که او سعی می‌کند از بازیکن مراقبت کند، بازیکن بی‌قرار می‌شود و سعی می‌کند خرابه‌ها را ترک کند. توریل با دیدن مرگ چندین کودک انسان به دست پادشاه هیولاها، ازگور، از امنیت بازیکن می‌ترسد و سد راه او شده و با بازیکن وارد مبارزه می‌شود. اگر بازیکن انتخاب کند که او را نکشد، نبرد «طولانی و دشوار» می‌شود. برای اینکه توریل متقاعد شود که به بازیکن اجازهٔ ترک خرابه‌ها را دهد، بازیکن باید چندین بار به او رحم کند تا در نهایت تسلیم شود سپس بازیکن را در آغوش می‌گیرد و اجازه رفتنش را می‌دهد. اما اگر توریل پس از تسلیم شدنش کشته شود به بازیکن می‌گوید که به این پی برده‌است که از تلاش برای پرورش بازیکن پشیمان است.

### دلتارون
در دلتارون، توریل مادرخواندهٔ کریس و مادر بیولوژیکی ازریل است. او در ابتدای بازی کریس را از خواب بیدار می‌کند و او را به مدرسه می‌برد. پس از بازگشت کریس از جهان تاریک، کریس از توریل تماسی دریافت می‌کند؛ توریل به کریس می‌گوید که او به‌خاطر دیر برگشتنش، به دردسر افتاده‌است. با این حال، به نظر می‌رسد او از شنیدن اینکه کریس دوستی پیدا کرده خوشحال است، و اجازه می‌دهد که کریس قبل از بازگشت به خانه در شهر گشت و گذار کند. او بعداً هنگام بازگشت کریس به خانه ظاهر می‌شود. در بازی اشاره شده‌است که توریل به عنوان یک معلم برای یک کلاس کوچک‌تر در مدرسهٔ کریس کار می‌کند.